# Torres Vedras
Torres Vedras is een stad en gemeente in het Portugese district Lissabon.
De gemeente heeft een totale oppervlakte van 407 km² en telde 72.250 inwoners in 2001.
De stad telt ongeveer 22.600 inwoners.

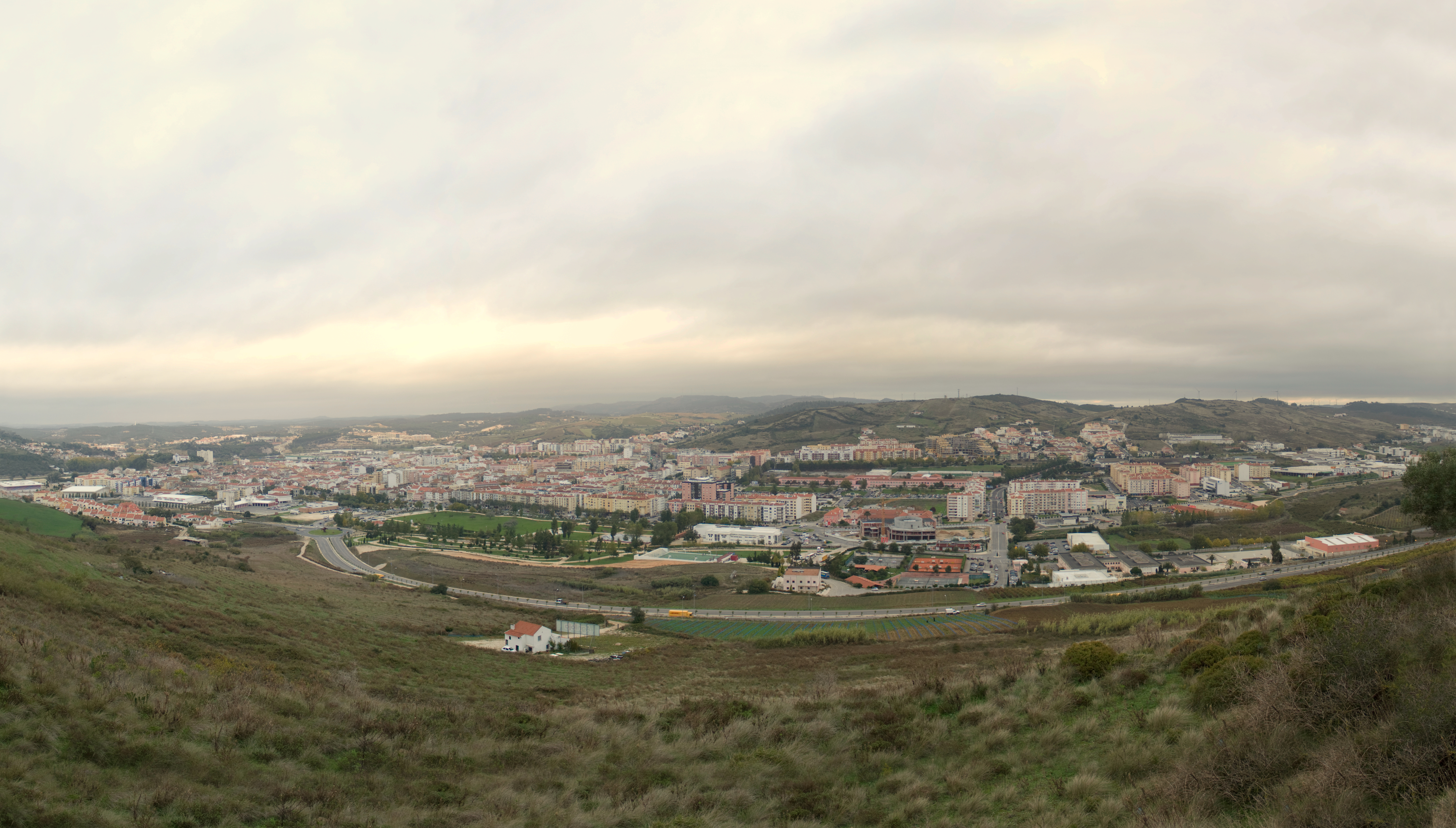
Stad

## Kernen
De volgende freguesias liggen in gemeente Torres Vedras:
- A dos Cunhados
- Campelos
- Carmões
- Carvoeira
- Dois Portos
- Freiria
- Maceira
- Matacães
- Maxial
- Monte Redondo
- Outeiro da Cabeça
- Ponte do Rol
- Ramalhal
- Runa
- Santa Maria do Castelo e São Miguel (Torres Vedras)
- São Pedro da Cadeira
- São Pedro e Santiago (Torres Vedras)
- Silveira
- Turcifal
- Ventosa

## Geboren in Torres Vedras
- António Barbio (1993), wielrenner
- Henrique Chaves (1997), autocoureur
- Álvaro Manuel Vicente Dos Reis (1938), componist en dirigent
- Joaquim Agostinho (1943-1984), wielrenner